# Macrolinus nicobaricus
Macrolinus nicobaricus is een keversoort uit de familie Passalidae. De wetenschappelijke naam van de soort is voor het eerst geldig gepubliceerd in 1914 door Frederic Henry Gravely.
Zoals de wetenschappelijke naam aangeeft, werd de soort ontdekt op de Nicobaren-eilandengroep.